# Fuerzas Armadas de Chile
Las Fuerzas Armadas de Chile se constituyen por el Ejército (desde 1810), la Armada (desde 1817) y la Fuerza Aérea (desde 1930) y son dependientes del Ministerio de Defensa Nacional (MDN). La Constitución les encomienda la defensa del país y establece su carácter esencial en la seguridad nacional.
A nivel de trabajo conjunto, existe el Estado Mayor Conjunto de la Defensa de Chile, integrado por miembros de cada una de las ramas de las Fuerzas Armadas, que asesora al presidente de la República en sus materias propias.
El Ministro de Defensa es el superior administrativo en la cadena de mando y, solo en caso de guerra, el presidente de la República asume la jefatura suprema de las Fuerzas Armadas.
Por su origen y tradición, Carabineros de Chile son a menudo mencionados en conjunto con las Fuerzas Armadas, pero constitucionalmente no forman parte de ellas.

## Funciones
Conforme a lo establecido en la Constitución Política de Chile en sus artículos 101 al 105 del Capítulo XI «Fuerzas Armadas, de Orden y Seguridad Pública», las Fuerzas Armadas son dependientes del Ministerio encargado de la Defensa Nacional, están constituidas única y exclusivamente por el Ejército, la Armada de Chile y la Fuerza Aérea de Chile. Existen para la defensa de la patria y son esenciales para la seguridad nacional. Asimismo, la Carta Fundamental establece su carácter de obedientes y no deliberantes, profesionales, jerarquizadas y disciplinadas.
La Constitución de 1980 preveía originalmente un «Consejo de Seguridad Nacional, cuyos miembros eran en su mayor parte militares;… Fuerzas Armadas constituidas en garantes de la institucionalidad, con comandantes en jefe inamovibles en sus cargos», es decir funciones que iban mucho más allá de la defensa territorial del país y sobrepasaban las funciones de los poderes electos, legislativo y ejecutivo, del estado. Tras sucesivas reformas esas funciones de las Fuerzas Armadas fueron eliminadas.
Actualmente deben satisfacer las exigencias que les establece el Estado de Chile, a través de las Áreas de Misión, las cuales son una nueva metodología de planificación de la defensa, que considera las distintas áreas de misión de la Defensa Nacional en que las instituciones militares cumplen tareas asignadas que pueden y deben desempeñar conforme a lo declarado en el Libro de la Defensa Nacional de Chile de 2017 (enlace roto disponible en Internet Archive; véase el historial, la primera versión y la última)., estas incluyen (pero no se limitan) a:
- Defensa
- Emergencia Nacional y Protección Civil
- Cooperación Internacional
- Contribución al Desarrollo Nacional y a la Acción del Estado
- Seguridad e Intereses Territoriales

## Hipótesis de conflictos
El analista Emilio Meneses sostiene que:: 65 
Los objetivos de la disuasión chilena son bastante precisos y conocidos: sus vecinos y las grandes potencias. Son esos actores internacionales los que tienen la capacidad física para infligir daño al país, bajo la forma de una invasión o de una agresión punitiva. No se trata de que deseen hacerlo ni que juzguen que hoy no es el momento apropiado para lograrlo, tampoco que vayan a desearlo necesariamente en el futuro, es simplemente que tienen la capacidad operativa para realizarlo. Frente a esta realidad los hombres de estado toman razonables medidas para enfrentar una eventualidad de esa índole, elevando los costos de una posible agresión.

## Justicia militar
Una justicia militar diferente a la civil tiene su justificación en permitir a las Fuerzas Armadas robustecer directamente valores de trascendencia jurídica en el desempeño de sus funciones. Ellos son la disciplina, la seguridad militar y la eficiencia operacional. Sin embargo, la comunidad académica coincidía en que la justicia militar se aplicaba en situaciones que claramente concernían a la justicia civil.
El 11 de noviembre de 2016 se publicó la nueva ley 20.968 que modificó las antiguas leyes.
Bajo la nueva ley, la justicia militar juzga delitos cometidos por militares durante el cumplimiento de sus deberes militares que solo militares pueden cometer (competencia material). Los civiles, sean imputados o víctimas (competencia personal), quedan definitivamente excluidos de la incumbencia de la justicia militar.

## Libro de la Defensa Nacional de Chile 2010
El Gobierno de Chile publica regularmente los preceptos que rigen su política de defensa con el fin de fomentar las relaciones de confianza con otros países. La última edición fue la del año 2010 que está contenida en seis capítulos y un índice:
| Índice General                                   | |
| 1 El Estado de Chile                             | 1. El estado, 2. El territorio nacional, 3. La población de Chile |
| 2 El Marco Internacional de la Defensa           | 4. El conflicto internacional, 5. Regímenes de limitación del conflicto armado, 6. Régimen de limitación de armamentos                                                                   |
| 3 Política de Defensa Nacional                   | 7. Conceptualización, 8. Conducción de la defensa, 9. Defensa y seguridad, 10. Cooperación en defensa y seguridad.                                                                       |
| 4 Política Militar                               | 11. Conceptualización, 12. Conducción de la fuerza 13. Empleo de la fuerza, 14. Desarrollo de la fuerza, 15. Fuerza militar e intencionalidad: sus indicadores 16. Políticas de personal |
| 5 Los Medios de la Defensa Nacional              | 17. Las fuerzas armadas, 18. Ejército de Chile, 19. Armada de Chile, 20. Fuerza Aérea de Chile                                                                                           |
| 6 Recursos Financieros y Aplicados de la Defensa | 21. Los recursos financieros, 22. Recursos aplicados en ciencia, tecnología e industria, 23. Recursos aplicados en lo social y medioambiental                                            |

## Financiamiento
El presupuesto militar de Chile para el año 2021, fue de US$ 6.200 millones de dólares, representa el 2 % del PIB nacional, uno de los más altos de la región. Su financiamiento se realiza como parte del presupuesto regular del Estado y por medio de la ley 13 196, conocida como Ley Reservada del Cobre, del 29 de octubre de 1958, luego del incidente del islote Snipe, durante el segundo gobierno de Carlos Ibáñez del Campo, como un impuesto del 15 % a las utilidades de la gran minería, para asegurar una fuente de financiamiento permanente de las FF.AA. sin depender de los vaivenes de la política.
El alto monto del presupuesto se debe a que, a diferencia de otros países, Chile en su presupuesto considera todos los ítemes: presupuesto operacional y de adquisiciones, también lo que se destina a la salud y pensiones del sector en retiro a través de la Caja de Previsión de la Defensa Nacional (CAPREDENA). Además también se incluye el presupuesto destinado a la Dirección de Previsión de Carabineros de Chile
(DIPRECA) de la policía uniformada que también administra el sistema de previsión social y de salud de los cuerpos armados de Carabineros, la Gendarmería y la Policía de Investigaciones en lo referente al sector activo y en retiro.
Durante el gobierno de Salvador Allende las faenas de la gran Minería del cobre fueron nacionalizadas bajo la ley 17 450 aprobada en pleno por el parlamento; completando el proceso de adquisición que había iniciado el Estado de Chile durante el gobierno de Eduardo Frei Montalva, denominado «chilenización del cobre». Dicha ley fue modificada en 1973, siendo una de las primeras medidas de la nueva dictadura militar, ya que, desde el punto de vista de las nuevas autoridades, esta ley significa para el estado dejar de percibir los impuestos que gravaban las empresas, en su totalidad de nacionalidad estadounidense. En razón de ello se cambió el porcentaje del 15 % de las utilidades de las empresas al 10 % de las ventas percibidas exclusivamente por el estado; y en 1986, pasando a asegurar el 10 % de las ventas brutas al exterior, estableciendo un piso mínimo de US$ 90 000 000. En 1986 se duplicó dicho piso. Al estar estos movimientos bajo la ley reservada del cobre, no son públicos movimientos contables, ni en que fueron invertidos, sino hasta el año 2003, en que se comienza el proceso de transparentación.
A fines del año 2004, el gobierno de Ricardo Lagos obtuvo una reinterpretación de la ley, mediante un dictamen de la Controlaría General de la República, el cual estableció que los recursos excedentes a los fondos repartidos entre las ramas de las Fuerzas armadas, sobre el piso mínimo asignado a cada una de ellas, quedaría a disposición de Consudena (Consejo Superior de Defensa Nacional).
Con el alza internacional del precio del cobre, tales excedentes aumentaron considerablemente; en un inicio estos se invertían en el extranjero y desde 2005 comenzaron a ser depositados únicamente en bancos nacionales, bajo la administración del Consudena, la que fue criticada, ante la posible falta de especialización de su personal y la baja supervisión de la que era objeto, en consideración a la magnitud de los fondos manejados.
El año 2007, durante el primer gobierno de Michelle Bachelet, se decidió financiar con fondos de esta ley la construcción y habilitación de los edificios de la Fuerza Aérea y el Ejército y las nuevas oficinas del Ministerio de Defensa, tras la decisión de dejar el Edificio Diego Portales, hoy Centro Cultural Gabriela Mistral.
La ley 20424, de 4 de febrero de 2010, estableció que, a partir de la fecha que señalara el presidente de la República, a través de un decreto con fuerza de ley, quedaría derogada la ley 7144, que creó el Consudena, y sus modificaciones, y que para todos los efectos legales, reglamentarios y contractuales, el Ministerio de Defensa Nacional sería el sucesor del Consudena, correspondiéndole hacerse cargo de los derechos y obligaciones de los que aquel fuera titular y que existieren o se encontraren pendientes a la fecha de entrada en vigencia de dicha norma. Mediante el decreto con fuerza de ley n.º 1, promulgado el 27 de enero de 2011, se dispuso que el Consejo Superior de Defensa Nacional quedaba suprimido y derogada la ley 7.144 a contar del 4 de febrero de 2011.
En 2011 el primer gobierno de Sebastián Piñera, además de haber confiscado los fondos de la ley reservada del cobre durante el periodo de su gobierno, presentó un proyecto de ley que busca crear un nuevo sistema de financiamiento para las Fuerzas Armadas, eliminando la «Ley reservada del cobre», sobre la base de un presupuesto plurianual de doce años. Este cuerpo legal, si bien fue aprobado por la Cámara de Diputados, quedó archivada en el Senado y el gobierno siguiente de la presidenta Michelle Bachelet dispuso su archivo
En 2015 se destapó un caso de malversación de fondos provenientes de esta ley, realizada por miembros del Ejército entre 2010 y 2014, el cual fue denominado por la prensa como Milicogate.

## Estado Mayor Conjunto de la Defensa de Chile
El Estado Mayor Conjunto de la Defensa de Chile es el organismo de trabajo y asesoría permanente del Ministro de Defensa de Chile en aquellas materias que tienen relación con la preparación y el empleo conjunto de las Fuerzas Armadas.

## Misiones de Paz y cooperación internacional
- Bosnia - Herzegovina (EUFOR Archivado el 24 de octubre de 2021 en Wayback Machine., previamente UNMIBH)
- Timor Oriental (UNTAET)
- Kosovo (UNMIK)
- Irak - Kuwait (UNIKOM)
- Haití (MINUSTAH)
- Chipre (UNFICYP)
- India y Pakistán (UNMOGIP)
- Colombia (UNVMC)
- Medio Oriente (UNTSO)